# Список вооружённых конфликтов в 2020 году
Ниже приводится список вооружённых конфликтов с жертвами в 2020 году.

## Критерии
В списке указаны вооружённые конфликты, в результате которых в 2020 году в мире погибло не менее 100 человек и не менее 1 человека погибло.

## Крупные войны (10 000 или более смертей в боях)
Конфликты, перечисленные в следующем списке, стали причиной по меньшей мере 10 000 прямых насильственных смертей в 2020 году.
| Начало конфликта | Конфликт | Континент        | Местоположение          | Потери в 2020 году |
| ---------------- | --- | ---------------- | ----------------------- | ------------------ |
| 1978             | Гражданская война в Афганистане - Война против терроризма - Война в Афганистане (2001—2021) - Конфликт между Исламским государством и Талибаном         | Азия             | Афганистан              | 19 444             |
| 2006             | Нарковойна в Мексике - Внутренние разборки в картеле «Гульфо» - Внутренние разборки в картеле «Лос-Сетас»                                               | Северная Америка | Мексика                 | 34 512             |
| 2011             | Йеменский кризис - Гражданская война в Йемене (с 2014) - Борьба с терроризмом в Йемене - Конфликт на юге Саудовской Аравии (с 2015) - Вторжение в Йемен | Азия             | Йемен Саудовская Аравия | 19 056             |

## Войны (1 000–9 999 погибших в боях в 2020 году)
Конфликты, перечисленные в следующем списке, стали причиной не менее 1000 и менее 10 000 прямых насильственных смертей в 2020 году. Конфликты, в результате которых погибло не менее 1000 человек в течение одного календарного года, согласно Уппсальской программе данных о конфликтах считаются войнами.
| Начало конфликта | Конфликт | Континент | Местоположение                                                   | Потери в 2020 году |
| ---------------- | --- | --------- | ---------------------------------------------------------------- | ------------------ |
| 1988             | Карабахский конфликт - Вторая карабахская война                                                                         | Азия      | НКР Азербайджан                                                  | 6935               |
| 1991             | Гражданская война в Сомали - Текущая фаза                                                                               | Африка    | Сомали Кения                                                     | 3082               |
| 1999             | Итурийский конфликт | Африка    | ДР Конго                                                         | 1750               |
| 2002             | Конфликт в Магрибе | Африка    | Алжир Буркина-Фасо Чад Ливия Мали Мавритания Марокко Нигер Тунис | 6,700+             |
| 2003             | Иракский конфликт - Повстанческое движение Исламского государства в Ираке                                               | Азия      | Ирак                                                             | 2510               |
| 2004             | Конфликт в Киву | Африка    | ДР Конго                                                         | 3319+              |
| 2009             | Мятеж Боко Харам | Африка    | Нигерия Камерун Нигер Чад                                        | 7300+              |
| 2011             | Гражданская война в Ливии - Гражданская война в Ливии (2014—2020)                                                       | Африка    | Ливия                                                            | 1486               |
| 2011             | Гражданская война в Сирии - Межповстанческий конфликт - Конфликт в Сирийском Курдистане - Курдско-исламистский конфликт | Азия      | Сирия                                                            | 6817–7,673         |
| 2011             | Межэтническая напряжённость в Южном Судане                                                                              | Африка    | Южный Судан                                                      | 2252               |
| 2012             | Война в Мали | Африка    | Мали                                                             | 2754+              |
| 2017             | Исламистский мятеж в Мозамбике                                                                                          | Африка    | Мозамбик Танзания                                                | 1717               |
| 2020             | Война в Тыграе (2020—2022)                                                                                              | Африка    | Эритрея Эфиопия Судан                                            | 1600+              |

## Мелкие конфликты (100–999 смертей в результате боевых действий в 2020 году)
Конфликты, перечисленные в следующем списке, стали причиной не менее 100 и не более 1000 прямых насильственных смертей в 2020 году.
| Начало конфликта | Конфликт | Континент     | Местоположение    | Потери в 2020 году |
| ---------------- | --- | ------------- | ----------------- | ------------------ |
| 1947             | Восстание в Джамму и Кашмире (Индо-пакистанский конфликт)                                                                   | Азия          | Индия Пакистан    | 700+               |
| 1948             | Гражданская война в Бирме - Качинский конфликт - Каренский конфликт - Конфликт рохинджа - Конфликт в штате Ракхайн (с 2016) | Азия          | Мьянма            | 650                |
| 1948             | Конфликт в Белуджистане - Белуджское восстание в Иране                                                                      | Азия          | Пакистан Иран     | 400+               |
| 1963             | Повстанческое движение в Катанге                                                                                            | Африка        | ДР Конго          | 168+               |
| 1960             | Конфликт в Южном Таиланде                                                                                                   | Азия          | Таиланд           | 121                |
| 1963             | Конфликт в Папуа | Океания       | Индонезия         | 100                |
| 1964             | Гражданская война в Колумбии - Кампания Кататумбо                                                                           | Южная Америка | Колумбия          | 765+               |
| 1967             | Маоистское восстание в Индии                                                                                                | Азия          | Индия             | 500+               |
| 1969             | Коммунистические военные конфликты на Филиппинах - Восстание Новой народной армии                                           | Азия          | Филиппины         | 155                |
| 1973             | Конфликт в Оромо | Африка        | Эфиопия           | 420+               |
| 1984             | Курдско-турецкий конфликт - Хронология курдско-турецкого конфликта (с 2015)                                                 | Азия          | Турция Ирак Сирия | 533+               |
| 1996             | Мятеж Союзных демократических сил                                                                                           | Африка        | ДР Конго Уганда   | 900+               |
| 1998             | Межобщинные конфликты в Нигерии                                                                                             | Африка        | Нигерия           | 600+               |
| 1999             | Внутренний конфликт в Бангладеш - Война с наркотиками в Бангладеш                                                           | Азия          | Бангладеш         | 164+               |
| 2003             | Дарфурский конфликт | Африка        | Судан             | 650+               |
| 2004             | Конфликт в Вазиристане | Азия          | Пакистан          | 209                |
| 2011             | Конфликт на Синайском полуострове                                                                                           | Африка        | Египет            | 562+               |
| 2011             | Конфликт в Южном Кордофане (с 2011)                                                                                         | Африка        | Судан             | 150+               |
| 2012             | Гражданская война в ЦАР (с 2012)                                                                                            | Африка        | ЦАР               | 324+               |
| 2013             | Повстанческое движение в Египте                                                                                             | Африка        | Египет            | 595                |
| 2014             | Российско-украинская война - Война на Донбассе                                                                              | Европа        | Украина           | 107                |
| 2016             | Война с наркотиками на Филиппинах                                                                                           | Азия          | Филиппины         | 400+               |
| 2017             | Англоязычный кризис в Камеруне                                                                                              | Африка        | Камерун           | 527+               |
| 2019             | Конфликт в Бенишангуль-Гумузе                                                                                               | Африка        | Эфиопия           | 437+               |

## Стычки и столкновения (менее 100 погибших в ходе боевых действий в 2020 году)
Конфликты, перечисленные в следующем списке, стали причиной как минимум 1 и менее 100 прямых насильственных смертей в 2020 году.
| Начало конфликта | Конфликт | Континент     | Местоположение                                        | Потери в 2020 году |
| ---------------- | --- | ------------- | ----------------------------------------------------- | ------------------ |
| 1922             | Арабский сепаратизм в Хузестане | Азия          | Иран                                                  | 34+                |
| 1946             | Курдский сепаратизм в Иране | Азия          | Иран                                                  | 52+                |
| 1948             | Палестино-израильский конфликт - Конфликт в секторе Газа | Азия          | Сектор Газа (Палестина) Израиль                       | 33                 |
| 1950             | Корейский конфликт | Азия          | Северная Корея Южная Корея                            | 2                  |
| 1954             | Конфликт в Северо-Восточной Индии - Повстанческое движение в Мегхалае - Сепаратистские движения Ассама - Повстанческое движение в Манипуре - Межэтнический конфликт в Нагаленде | Азия          | Индия                                                 | 25                 |
| 2020             | Афаро-сомалийские столкновения | Африка        | Эфиопия                                               | 27                 |
| 1970             | Конфликт в Западной Сахаре - Столкновения в Западной Сахаре | Африка        | Марокко Сахарская Арабская Демократическая Республика | 0–1+               |
| 1975             | Конфликт в Кабинде | Африка        | Ангола                                                | 68                 |
| 1980             | Вооружённый конфликт в Перу | Южная Америка | Перу                                                  | 38                 |
| 1987             | Восстание Господней армии сопротивления | Африка        | Уганда Южный Судан ДР Конго ЦАР                       | 27+                |
| 2005             | Повстанческое движение в Парагвае | Южная Америка | Парагвай                                              | 18                 |
| 2007             | Терроризм в Синдхе | Азия          | Пакистан                                              | 51                 |
| 2009             | Терроризм в Пенджабе | Азия          | Пакистан                                              | 16                 |
| 2015             | Повстанческое движение Исламского государства в Тунисе | Африка        | Тунис                                                 | 13+                |

## Смертность по странам
| Позиция | страна          | смертность |
| ------- | --------------- | ---------- |
| 1       | Мексика         | ▼34,512    |
| 2       | Афганистан      | ▼30,974    |
| 3       | Йемен           | ▲19,561    |
| 4       | Сирия           | ▼7,620     |
| 5       | Нигерия         | ▲7,172     |
| 6       | ДР Конго        | ▲6,162     |
| 7       | НКР Азербайджан | ▲6,110     |
| 8       | Сомали          | ▲2,950     |
| 9       | Мали            | ▲2,734     |
| 10      | Ирак            | ▲2,436     |
| 11      | Буркина-Фасо    | ▲2,268     |
| 12      | Южный Судан     | ▲2,245     |
| 13      | Эфиопия         | ▲1,813     |
| 14      | Мозамбик        | ▲1,696     |
| 15      | Ливия           | ▼1,484     |
| 16      | Камерун         | ▲1,447     |
| 17      | Филиппины       | ▲1,316     |
| 18      | Индия           | ▲783       |
| 19      | Колумбия        | ▲765       |
| 20      | Мьянма          | ▲650       |

## Внешние ссылки
- "Major Episodes of Political Violence 1946–2019" – List of armed conflicts compiled by Monty G. Marshall, director of the Center for Systemic Peace, based on research sponsored by the Political Instability Task Force[англ.].
- UCDP Conflict Encyclopedia – Uppsala Conflict Data Program[англ.] of the Department of Peace and Conflict Research at Uppsala University.
- Armed Conflicts Report Interactive Map, by Project Ploughshares[англ.].
- Global Conflict Tracker Архивировано 8 августа 2017 года., by the Council on Foreign Relations.
- CrisisWatch – Monthly bulletin, interactive map and database on ongoing conflicts by the International Crisis Group.
- Map of the world's conflicts Архивировано 21 января 2016 года., by IRIN[англ.].
- History Guy's coverage of 21st century wars
- Heidelberg Institute for International Conflict Research (HIIK)
  - Conflict Barometer – Describes recent trends in conflict development, escalations, and settlements
- Insight on Conflict Архивировано 1 июля 2017 года. – Database on peace-building initiatives in areas of conflict
- Mapped: Where are the World's Ongoing Conflicts Today? an infographic map on ongoing conflicts

1. ↑  См. Потери в 2020 году
2. ↑  См. Потери в 2020 году[англ.]
3. ↑  См. [68][69][70]
4. ↑  См. Потери в 2020 году[англ.]
5. ↑  See Casualties in 2020
6. ↑  См. Потери в 2020 году[англ.]
7. ↑  См. Потери[англ.].